# Punctularia atropurpurascens
Punctularia atropurpurascens är en svampart som först beskrevs av Berk. & Broome, och fick sitt nu gällande namn av Petch 1916. Punctularia atropurpurascens ingår i släktet Punctularia och familjen Corticiaceae.   Inga underarter finns listade i Catalogue of Life.